# Yak-9P (航空機)

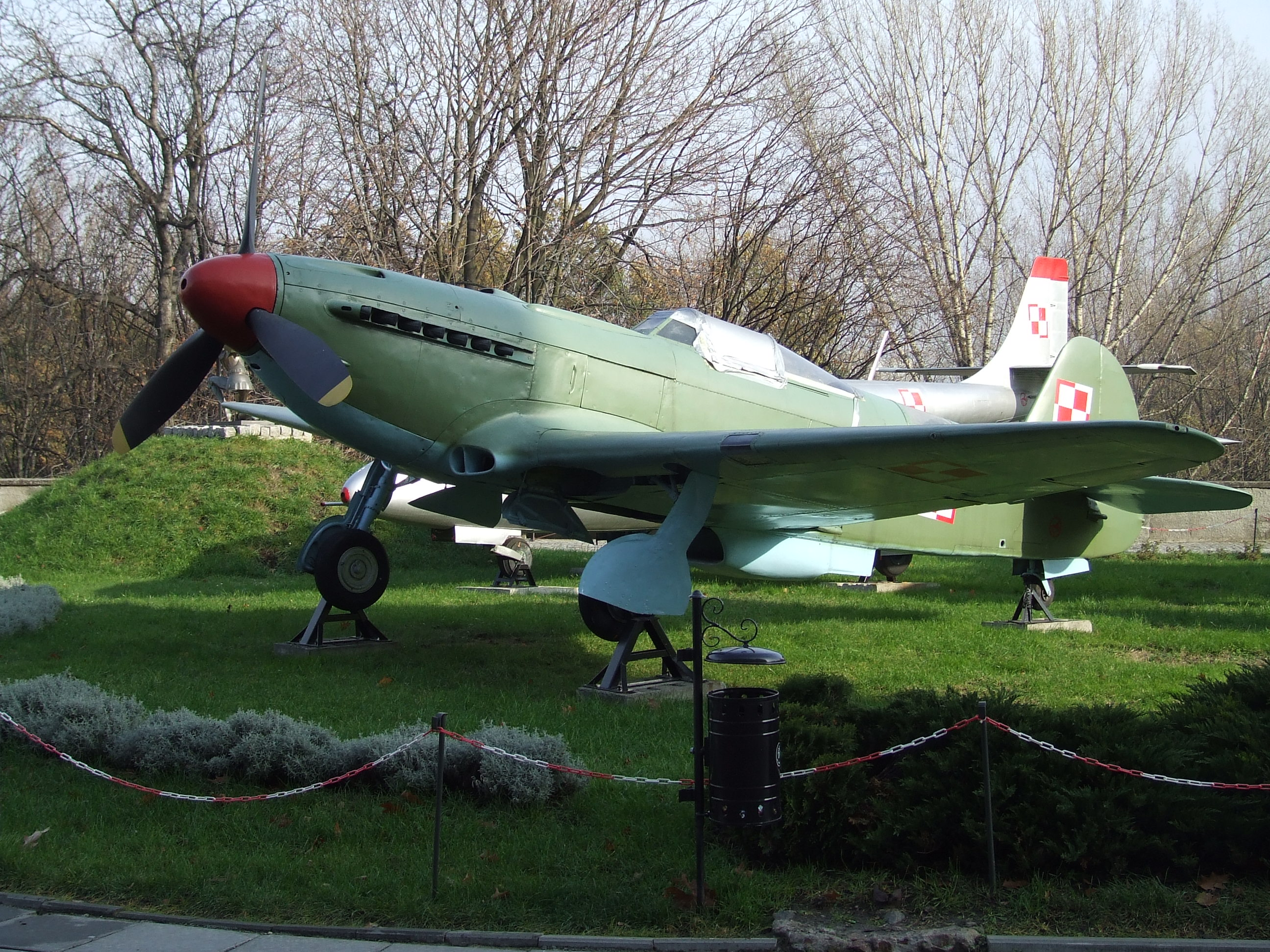
ポーランド空軍及び防空軍で運用されたYak-9P

Yak-9P（Jak-9P；ヤク9P；ロシア語:Як-9Пヤーク・ヂェーヴャチ・ペー）は、ソ連最後のレシプロ戦闘機のひとつである。ヤコヴレフ設計局が開発し、戦後1946年から生産が始められ、1950年代を通じて多く東側諸国の主力戦闘機となった。

## 概要

### 開発
Yak-9Pは、第二次世界大戦中から開発が進められてきたYak-1/7/9/3シリーズの集大成として完成された戦闘機であった。Yak-9Pの外見は大戦中のYak-9Uによく似ているが、そちらが従来機同様の複合素材による機体であったのに対し、Yak-9Pは全金属製であった。エンジンは、戦争初期より研究の進められてきたクリーモフ設計局製のVK-107A液冷エンジンがいよいよ実用化され、能力的限界の見えてきた従来のVK-105シリーズに替えて搭載された。
同じく全金属製でVK-107Aエンジンを搭載したYak-3発展型（制式名称はなく単に「VK-107A付きYak-3」と呼ばれた）が量産中止となったため、Yak-9Pはソ連軍の主力戦闘機として大量に生産された。Yak-9Pの生産は、ロシアおよびウクライナで行われた。
Yak-9Pはシリーズ中総合的に最も高い能力を持った機体であり、仮想敵として考えられていたナチス・ドイツの戦闘機Fw 190DやBf 109G/K、あるいは「最優秀のレシプロ戦闘機」というアメリカ合衆国のP-51D戦闘機などとも十分に渡り合えるだけの性能を有していた。
なお、武装が異なる機体も生産されたが、基本的にはYak-9Pは20 mm ShVAK機関砲 3門を搭載していた。ブルガリアで改修された機体には、これに加えて各主翼内に12.7 mm UBS機関銃を1挺ずつ搭載したものもあった。

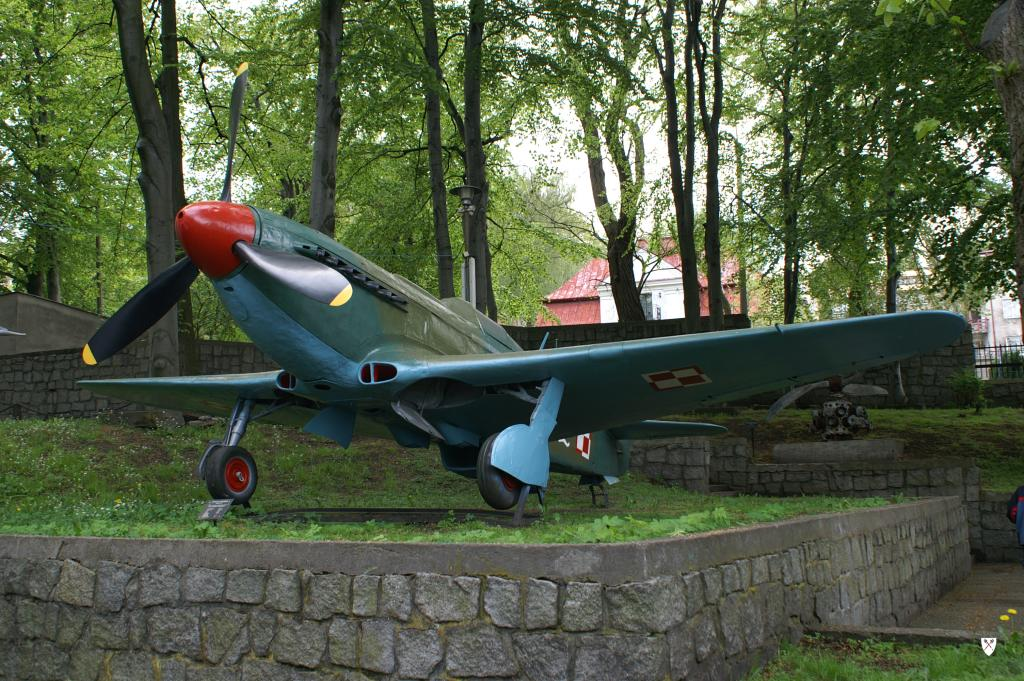
ポーランド海軍航空隊で運用されたYak-9P

### 配備と実戦
Yak-9Pは東欧を中心に輸出・配備されたが、それ以上に朝鮮戦争における働きがよく知られている。同戦争初期において、本機はYak-9M、La-9/11などとともに、中華人民共和国・朝鮮民主主義人民共和国軍側の主力戦闘機となり、国連軍との戦闘に投入された。当時西側にとって「ヤク戦闘機」は東側の戦闘機の代名詞であり、MiG-15が現れた際も初めは「ヤク」であると思われていた。

### その後
Yak-9Pは複座型のYak-9Vなどとともに1960年代まで各国で使用された。また、1990年代にはYak-9U/Pの復元機であるYak-9UM（またはYak-9U-Mとも表記）がロシア連邦で少数量産されており、現在でも航空ショーなどで飛行する姿を見ることができる。なお、Yak-9UMはアメリカ合衆国のアリソン製V-1710液冷エンジンを搭載している。

### 注意
なお、Yak-9Pという名称はこれ以前にVK-105PFエンジン搭載機（試作機、1943年初飛行）に使用されたことがあり、両者を特に区別するために「VK-107A付きYak-9P（Yak-9П с ВК-107А）」、「VK-105PF付きYak-9P（Як-9П s ВК-105ПФ）」などと表記されることがある。こうした区別がされずに単に「Yak-9P」と表記がなされている場合は「VK-107A付き」の方をさしていると考えてよいが、資料によっては両者が混同されている場合も少なからずあり、中には「Yak-9Pは試作に終わった派生型で、Yak-9の戦後型はYak-9Uである」というような記述もあるので注意が必要である。Yak-9Uは大戦中に生産・配備された機体であり、生産機数も中東欧及び中国・北朝鮮各軍に配備するほど多くはない。

## スペック(Yak-9P s VK-107A)
- 初飛行：1946年
- 全幅：9.74 m
- 全長：8.55 m
- 全高：3.00 m
- 翼面積：17.15 m2
- 空虚重量：2,708 kg
- 通常離陸重量：3,550 kg
- 発動機：クリーモフ製 VK-107A 液冷式レシプロエンジン ×1
- 出力：1,500 馬力
- 最高速度(地表高度)：590 km/h
- 最高速度：660 km/h
- 実用航続距離：1,130 km
- 上昇力：862 m/min
- 実用飛行上限：10,500 m
- 乗員：1 名
- 武装：20 mm機関砲ShVAK ×3

## 運用国
- ソ連
  - 空軍
  - 防空軍
  - 海軍航空隊
- ブルガリア
- ポーランド
  - 空軍及び防空軍
  - 海軍航空隊
- ユーゴスラヴィア
- アルバニア
- ハンガリー
- 中華人民共和国
- 朝鮮民主主義人民共和国